# Pascual de Isasi-Isasmendi
Pascual de Isasi-Isasmendi y Adaro (Elorrio, 20 de mayo de 1839-Fuenterrabía, 1915) fue un comerciante y político español.

## Biografía
Nació en el seno de una ilustre familia vizcaína. Tuvo al menos otro hermano, Manuel (1830-1883) que ingresó en la Compañía de Jesús.
En su faceta de comerciante estuvo muy interesado en asuntos ferroviarios.
En la década de 1860, Pascual comenzó su carrera política como parte de los neocatólicos, siendo elegido como diputado por Vizcaya en las elecciones de 1867. Entre otras muchas ideas, los neocatólicos se identificaban por defender la ilegitimidad del recién creado reino de Italia, especialmente debido a la conquista por este de los Estados Pontificios.
Derrocada Isabel II en la Revolución de 1868, Pascual sería elegido diputado por Vizcaya en las elecciones a cortes constituyentes de 1869. En ese momento comenzó su militancia carlista que le llevó a tener un papel destacado en la tercera guerra carlista, gestionando la compra de armas para el ejército carlista.
Tras el final del Sexenio Democrático, con la instauración en el trono de Alfonso XII, Pascual colaboró decididamente en el establecimiento de la Compañía de Jesús en Bilbao donde su hermano jesuita, Manuel se encontraba. Pascual llegó a ofrecer un solar de su propiedad en el Ensanche de esa ciudad para construir la que después sería Universidad de Deusto (finalmente se construyó en esta última población). También fue administrador de la editorial jesuítica El Mensajero del Corazón de Jesús, que se editaba en Bilbao.  Falleció en Fuenterrabía hacia el mes de junio de 1915.

## Matrimonio y descendencia
Contrajo matrimonio con Dolores Aróstegui Vierna (1849-1928), de la que tuvo dos hijos:
- Juan María (1894-)
- Joaquín (1896-1971), oficial de Estado Mayor que participó en la guerra del Rif y en la guerra civil española.